# Achmad Yani International Airport
Achmad Yani International Airport (indonesiska: Bandar Udara Internasional Achmad Yani) är en flygplats i Indonesien.   Den ligger i provinsen Jawa Tengah, i den västra delen av landet, 400 km öster om huvudstaden Jakarta. Achmad Yani International Airport ligger 3 meter över havet.
Terrängen runt Achmad Yani International Airport är platt åt nordost, men åt sydväst är den kuperad. Havet är nära Achmad Yani International Airport norrut. Runt Achmad Yani International Airport är det mycket tätbefolkat, med 2 614 invånare per kvadratkilometer. Närmaste större samhälle är Semarang, 5,5 km öster om Achmad Yani International Airport. Runt Achmad Yani International Airport är det i huvudsak tätbebyggt.